# Beasts of No Nation (album)
Pour les articles homonymes, voir Beasts of No Nation.
 (janvier 2018).
Albums de Fela Kuti
I Go Shout Plenty
(1986) O.D.O.O.
(Overtake Don Overtake Overtake)
(1990)
Beasts of No Nation est un album du chanteur, musicien et homme politique nigérian Fela Kuti et son groupe Egypt 80, sorti en 1989.
En 1989, Fela et Egypt 80 réalisent cet album anti-apartheid, dont la pochette représente le président américain Ronald Reagan, le Premier ministre britannique Margaret Thatcher et le président de la République sud-africaine Pieter Willem Botha, autour d'une déclaration de Botha : « Ce soulèvement [contre le système d'apartheid] fera ressortir la bête en nous » (en anglais, « This uprising [against the apartheid system] will bring out the beast in us »).
Le titre "just Like That" est enregistré en 1986 à Paris lors des séances de l'album Teacher Don't Teach Me Nonsense 

## Liste des titres
Toutes les chansons sont écrites et composées par Fela Kuti.
| A.    | Beasts of No Nation | 12:42 |
| B.    | Just Like That      | 22:54 |
| 35:36 |                     |       |

## Crédits
| - Fela Kuti : chant, saxophone ténor, chœurs - Emmanuel Edoube, Femi Oladegunwa : basses - Jonas Anyakor : basse (second) - Clifford Itoje, Itam Mann, Soji Odukogbe : guitare rythmique - Festus Okotie : guitare ténor - Soji Odukogbe : guitare solo - Atiba Tiamiyu, Benjamin Ijagun : batterie - Keji Hamilton : piano - Kola Ono : saxophone alto - Lekan Animashaun : saxophone baryton (leader) - Rilwan Fagbemi : saxophone baryton - Olarewaju A. Kuti : saxophone soprano - Oyinade Adeniran : saxophone ténor - Yinusa Akinibosun : saxophone ténor (solo) - Bola Taiwo : trompette - Stephen Ukem : trompette (solo) - Akomeah Dodoo, Oye Shobowale : trompettes, bugles - Kwame Bako, Ajayi Adebiyi, Michael Obeatta, Nwale Omabuwa : congas - Dele Olayinka, George Kassim, Lamptey Addo : chekerés - Mosa Okome : claves - Akos Asiedu, Chioma Ecosuisa, Fehintola A. Kuti, Folake A. Kuti, Idolo Umokoro, Kemi Omitola, Kevwe A. Kuti, Mary Umude, Ngozi Nwafor : chants et chœurs | - Production : Fela Anikulapo Kuti, Wally Badarou - Arrangements, composition : Fela Kuti - Mastering : Hervé Marignac - Mixage : A Sodi, B : Hervé Marignac/Sodi - Mixage (assistants) : Joelle Bauer, Serge Devesvre - Enregistrement : Igna Igwebuike, Serge Devesvre, Hervé Marignac - Coordination (chants) : Uwa Erhabor - Artwork, design : François Moret - Illustration (pochette) : Ghariokwu Lemi |